# Microstylum vestitum
Microstylum vestitum là một loài ruồi trong họ Asilidae. Microstylum vestitum được Rondani miêu tả năm 1875. Loài này phân bố ở miền Ấn Độ - Mã Lai.